# Engstler Motorsport

Логотип проекта

Engstler Motorsport — немецкая автогоночная организация, известная своими успехами в туринговых соревнованиях.
Основателем и владельцем команды является немецкий автогонщик Франц Энгстлер.
Штаб-квартира организации находится в Виггенсбахе, Германия.
Компания выставляет свои машины в немецкой серии ADAC Procar, а также в азиатском и мировом туринговых чемпионатах.

## История

### ADAC Procar
Коллектив Франца является одним из сильнейших коллективов этого первенства последних лет. Его пилоты регулярно выигрывают не только отдельные гонки, но и лишь один раз за последние пять лет проиграли титул в личном зачёте.

### ATCC
На счету пилотов Engstler Motorsport три личных титула в чемпионате Азии: в 2005-06 годах победами отмечался сам Франц, а в 2008 году титул завоевал таец Джек Лемвард.

### WTCC
Коллектив Франца Энгстлера дебютировал в чемпионате мира в 2005 году, когда выставил два частных BMW E46 на этапе в Макао. Одна из машин завершила выступление уже в квалификации, а вторая смогла в одной из гонок финишировать на 16-й позиции.
Следующий раз немецкая гоночная команда была замечена на этапе чемпионата мира в 2007 году, и вновь в Макао. На этот раз было выставлено три машины, причём одной из них управлял сам Франц. Все пилоты прошли квалификационное сито, но выступить лучше чем в 2005 году не удалось.
Перед сезоном-2008 Энгстлер смог уговорить стать титульным спонсором команды компанию Liqui Moly, что позволило организации провести полноценный чемпионат. Первым пилотом команды стал сам Франц, на некоторых этапах в коллективе присутствовали также второй и третий гонщики (россиянин Андрей Романов проехал 11 этапов, а японец Масаки Кано — 2).
Регламент чемпионата того времени не позволял частникам бороться на равных с заводскими коллективами, но среди таких же как он Энгстлер был весьма конкурентноспособен и занял по итогам сезона второе место, дважды финишировав в десятке лучших в абсолюте. Романов отметился одним девятым местом и занял в зачёте частников пятое место.
В сезоне-2009 Франц объединил усилия с сильным датским гонщиком Кристианом Поульсеном, а также периодически сотрудничал с несколькими рента-драйверами. Энгстлер вновь неплохо провёл сезон, трижды финишировав в очках в абсолюте и заняв третье место в зачёте частников; Поульсен был куда менее стабилен и слишком часто по различным причинам не добирался до финиша.
В 2010-м году датчанин покинул команду; освободившееся место занял россиянин Андрей Романов. В первой половине сезона команда больше работала на Франца, что отражалось на технической подготовке второй машины, но постепенно и результаты россиянина наладились. Энгстлер продолжал весьма успешно выступать среди себе равных, а к концу сезона смог трижды привести свой BMW в очковую зону в абсолюте.
В 2011 году в команду вернулся Поульсен. Изменились и условия чемпионата — за исключением трёх пилотов заводских Chevrolet все остальные пилоты находились в равных условиях, что оказалось весьма кстати для немецко-датского дуэта. Франц и Кристиан постоянно борются в очковой зоне и занимают по итогам сезона восьмое и седьмое место в личном зачёте. Энгстлеру даже удаётся выиграть одну гонку.